# Banda presidencial de Chile

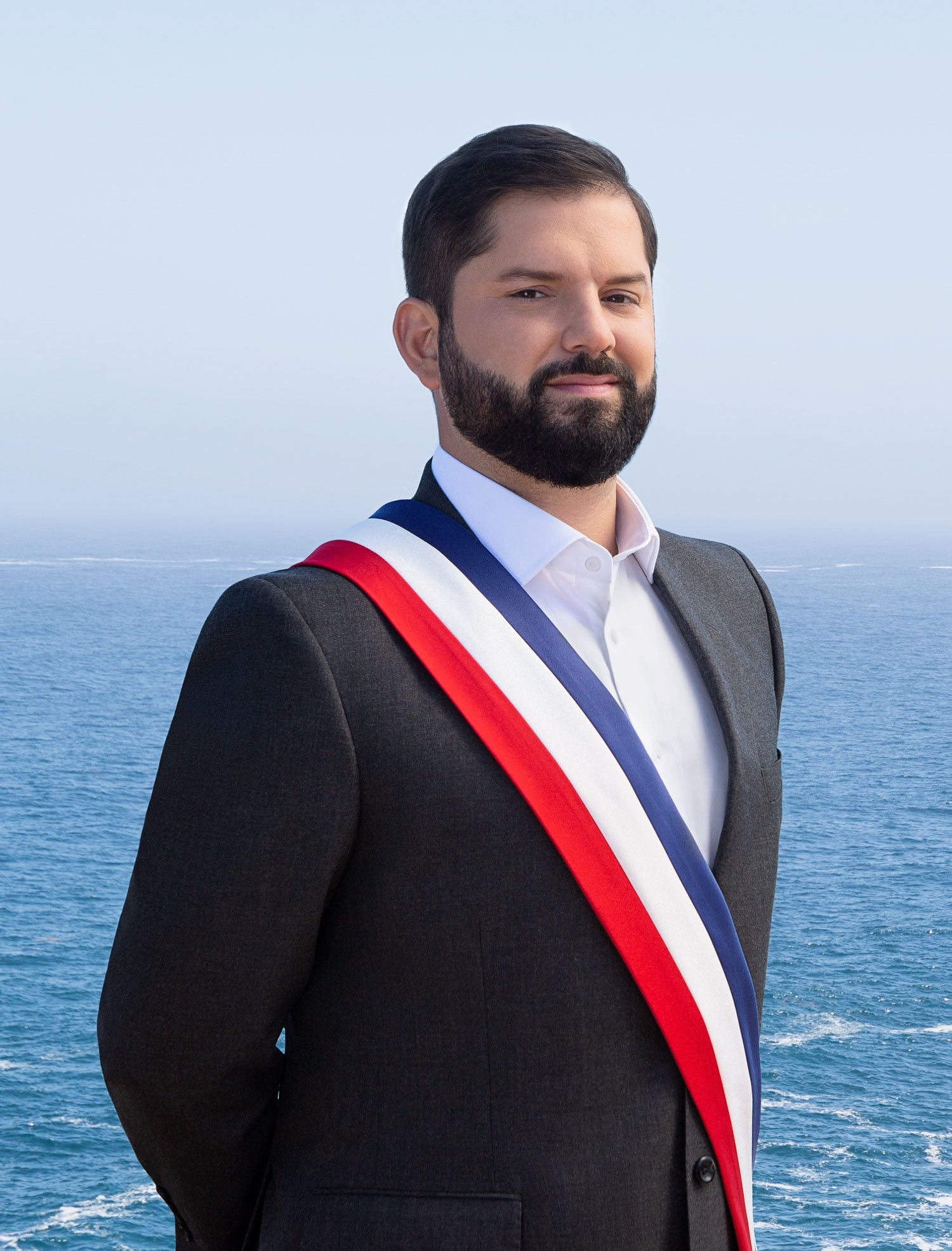
Retrato oficial del presidente Gabriel Boric luciendo la banda presidencial.

La banda presidencial de la República de Chile es una banda conformada por tres franjas con los colores de la bandera de Chile (azul turquí, blanco y rojo). Es cosida a mano y mide 75 cm de largo y 13 cm de ancho, aproximadamente.[cita requerida]
Tanto la lista tricolor como la piocha de O'Higgins son los símbolos de autoridad con los cuales es investida la máxima autoridad de Chile. Cuando un presidente está en el poder, debe llevar como accesorio la piocha de O'Higgins, símbolo del poder ejecutivo, formada por una estrella de cinco puntas enganchada al extremo inferior de la banda presidencial.
Si bien, en ocasiones algunos mandatarios han utilizado bandas que contienen el Escudo de Chile bordado, desde 1990 se ha utilizado una versión sin dicho emblema.[cita requerida]

## Historia

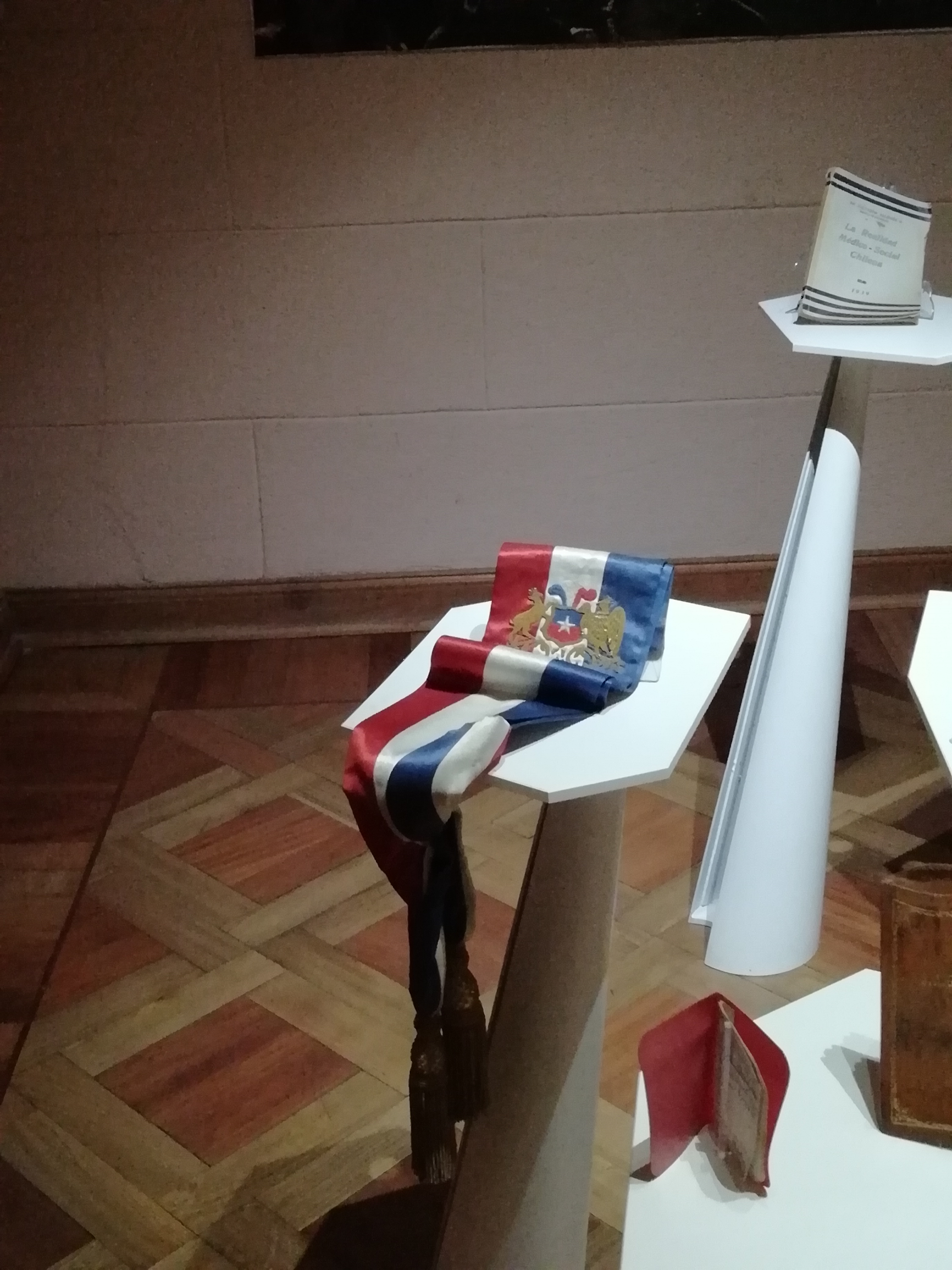
Banda presidencial usada por el presidente Salvador Allende (MSSA).

Usada inicialmente por Bernardo O'Higgins, la banda presidencial se convirtió en símbolo de la autoridad del primer mandatario chileno con la asunción de Joaquín Prieto en 1831.[cita requerida] Previo a las bandas que actualmente se usan, los Directores Supremos usaban un fajín tricolor, a manera de símbolo militar que reflejaba su autoridad. Con el tiempo, el simbolismo se fue pasando a la Presidencia de la República.
En la última década del siglo XIX y en la primera del XX, el orden de los colores fue alterado debido a que los presidentes franceses usaban una banda similar; sin embargo, una vez que se abandonó esta tradición en Francia, se restableció el orden original, que corresponde a los colores de la llamada «bandera de la Transición».[cita requerida]
Desde el siglo XIX se mantuvo una única banda que era traspasada de presidente en presidente hasta que, a consecuencia de las diferencias de altura entre el saliente Ramón Barros Luco y el electo Juan Luis Sanfuentes, se debió diseñar una nueva banda en 1915. Desde entonces, cada presidente ha tenido su propia banda presidencial, que se utiliza solo en ceremonias oficiales del Estado, tales como las ceremonias de cambio de mando (11 de marzo), la Cuenta Pública ante el Congreso Pleno (1 de junio) y las Fiestas Patrias (18 y 19 de septiembre).
La ley 2597 de 1912 normó la conformación de la banda presidencial:

ART. 2.°- La Banda Presidencial se compondrá de tres fajas horizontales de igual anchura, de las cuales serán: azul la del borde superior, blanca la del centro i roja la faja la del borde inferior.
ART. 3.°- Siempre que los colores nacionales se usen verticalmente, deberán ir: el azul a la izquierda, el blanco al centro, i el rojo a la derecha; i siempre que se usen horizontal o diagonalmente, ocuparán: el azul la parte superior, el blanco el centro i el rojo la parte inferior

Ley 2597 (ortografía original).